# Antonio Bastos Ansart
Antonio Bastos Ansart (Zaragoza, 2 de noviembre de 1892 - Guadalajara julio de 1936), fue un militar español.

## Biografía
Hijo de Atilano Bastos Dueñas y Luisa Ansart. Fue un militar español que participó durante la guerra civil española siendo batido "heroicamente" (según palabras del General José Millán-Astray) en la Sublevación de Guadalajara en el año 1936.
Fruto de la unión con su esposa María de los Dolores Noreña tuvo 8 hijos: Antonio, Juan, Eduardo, María, Alfredo, José María, Santiago y Carlos.
Fue hermano del renombrado médico español Manuel Bastos Ansart.

"¡Eres Bastos, hijo de Antonio Bastos Ansart, muerto heroicamente en Guadalajara, batiéndose hasta morir! Antonio Bastos, tu padre, fue modelo, en su amor a Dios y en su fe. Sois ocho hermanos, que vuestros padres ofrendaron a Dios y a la Patria para su mejor servicio. Y en este mejor servicio, Antonio, tu hermano mayor, es comandante de aviación; tu hermano Juan, es padre dominico, y en plena juventud está en las misiones de América; tus hermanos, Alfredo y Eduardo, novicios de la Compañía de Jesús, que fundó Ignacio de Loyola, legionario, soldado voluntario de aquellos tiempos; caballero mutilado en la defensa del reducto de Pamplona, fundador de la Compañía de Jesús, y Santo en los altares."
 José Millán-Astray; en una carta abierta dirigida a uno de los hijos de Bastos